# Deinbollia macrocarpa
Deinbollia macrocarpa är en kinesträdsväxtart. Deinbollia macrocarpa ingår i släktet Deinbollia och familjen kinesträdsväxter.

## Underarter
Arten delas in i följande underarter:
- D. m. macrocarpa
- D. m. sambiranensis